# دائرة سوق الإثنين
دائرة سوق الإثنين إحدى دوائر ولاية بجاية الجزائرية . عاصمتها هي ملبو وتضم بلديات : 
- ملبو
- سوق الاٍثنين
- تامريجت

## مواضيع ذات صلة
- دوائر ولاية بجاية
- بلديات ولاية بجاية